# Francmasonería en Chile
Los estudios sobre la francmasonería o masonería en Chile son bastante escasos, debido en gran parte a la naturaleza reservada de la institución y su manifiesta reticencia a abrir sus archivos al denominado «mundo profano». La obra clásica del escritor Benjamín Oviedo entrega una historia institucional que alcanza hasta finales del siglo XIX. Por otro lado, Manuel Sepúlveda Chavarría escribió una crónica de la masonería chilena cuyo primer tomo cubre el mismo período que la obra cita, y un segundo tomo, que hasta hoy no se ha podido verificar, aunque se cree que llega hasta 1944.
Existe otro libro escrito por Fernando Pino Lagarrigue, que tuvo alguna difusión, orientado a ponderar la importancia de la masonería en la secularización de la sociedad chilena, y es bastante parca la información sobre su desarrollo interno. Günter Böhm se introdujo en el tema para aportar algunos documentos interesantes sobre la primera logia chilena como parte de la biografía de Manuel de Lima, quien era un judío de Curaçao, avecindado en Chile y que fuera fundador de la misma. Por último, se debe mencionar la investigación de Cristián Gazmuri quien en este contexto destaca los movimientos liberales europeos de 1848 en Chile y, el papel de la masonería como instancia de sociabilidad y mecanismo de difusión de las ideas libertarias y laicas. Por lo anterior, se cree que la masonería en Chile comienzaría a gestarse desde los albores de la guerra independentista donde organizaciones paramasónicas como la Logia Lautarina formada por destacados próceres como Bernardo O'Higgins y José de San Martín llevaron adelante las ideas masónicas de Libertad e Igualdad.

## Francmasonería y la Guerras de independencia hispanoamericanas
Las guerras de independencia hispanoamericanas fueron una serie de conflictos armados que se desarrollaron en las distintas jurisdicciones del Reino de España en América a principios del siglo XIX, en los cuales se enfrentaron el bando patriota, independentista o revolucionario  —que luchó a favor de la emancipación de la Corona española— contra el bando realista o virreinal que peleó por la permanencia, lealtad o fidelidad al rey de España. Dependiendo del punto de vista del cual se aborden, estos procesos emancipatorios pueden verse como guerras de independencia o guerras civiles, o bien, una combinación de diversas formas de guerras. En el caso de Colombia, Reyes Cárdenas (2009) hace una revisión sobre los enfoques historiográficos sobre la guerra independentista en ese país. Pérez Viejo (2011) dijo, en una videoconferencia, que considerarlas como procesos independentistas es un enfoque de la «historiografía positivista, liberal» que dificulta la comprensión histórica. Reconoce que el enfoque predominante a lo largo de los casi dos siglos de independencia latinoamericana es precisamente ese — «una guerra de independencia de una serie de naciones que se liberan de otra nación que en este caso es la española»— y propone considerarlas como guerras civiles.

### Francmasonería y las Logias Lautarinas

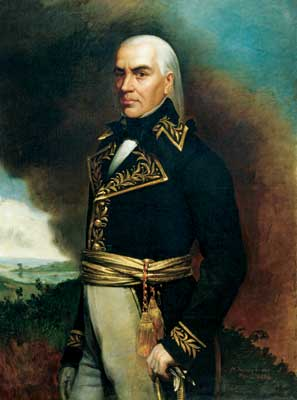
Retrato del general Francisco de Miranda, por Martín Tovar y Tovar (1874).

Los movimientos independentistas de Hispanoamérica adquirieron formas variadas de acuerdo con las condiciones que imperaban en cada región. Por ello es esencial, al principio, no reducir movimientos diferentes a un denominador común. Grupos diferentes actuaron en etapas diferentes: la élite caraqueña tomó la iniciativa de separarse de la monarquía española en 1810 pero la élite de la capital novohispana se dividió en 1808 acerca de la cuestión de la autonomía dentro del imperio, se opuso a la revolución de Independencia en 1810 y no actuó como grupo homogéneo en 1821 cuando se integró en el movimiento de Iturbide.
Los primeros vestigios aparentes de actividad francmasónica en el territorio chileno, entonces denominado «Virreinato del Perú», aparecen en torno al año 1770; y se cree que funcionaban algunas logias en el territorio. Luego, la denominada Logia Lautaro fue una organización latinoamericana conocida como la «Gran Reunión Americana», «Logia de los Caballeros Racionales» o «Logia Lautarina», que fue fundada por el prócer venezolano Francisco de Miranda, en Londres, en 1797. Esta logia y sus integrantes, tuvieron por finalidad lograr la revolución de la independencia de Hispanoamérica de la corona de España y, sobre la base de los principios del liberalismo, establecer un sistema de gobierno republicano y unitario.

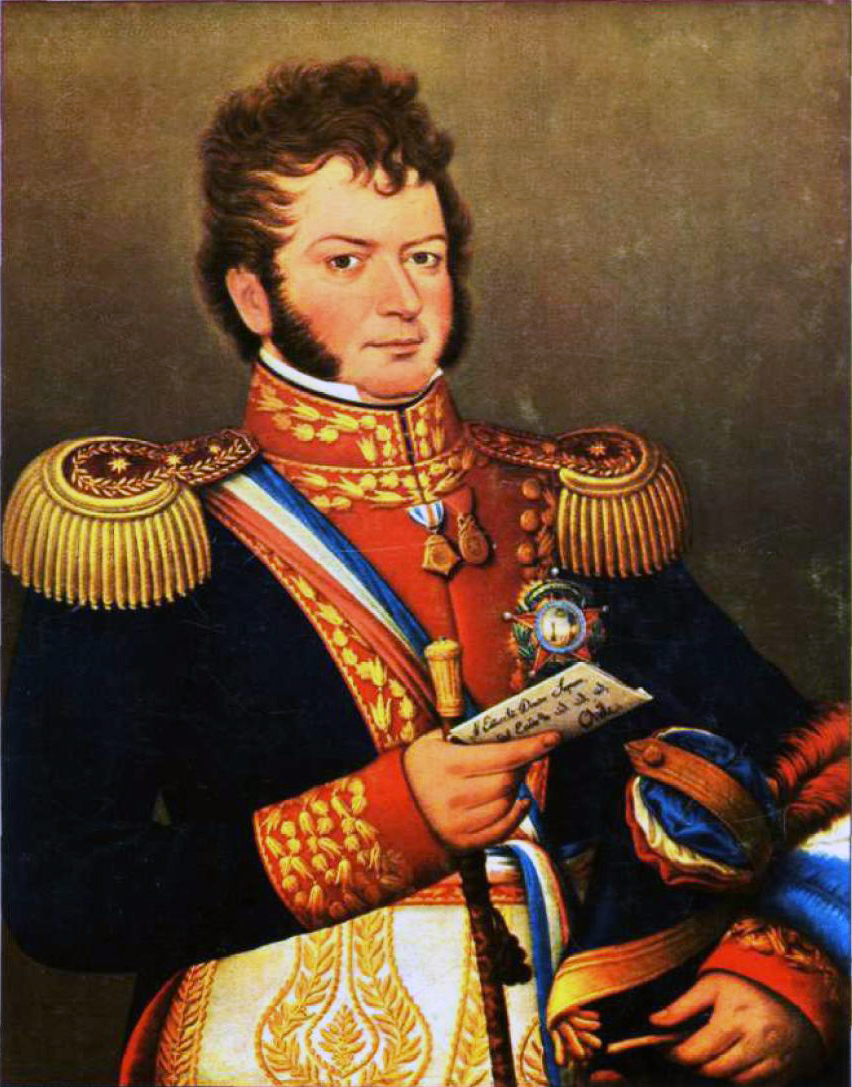
Retrato de Bernardo O'Higgins en la celebración de la Constitución chilena, por José Gil de Castro.

La primera filial de la logia se estableció en Cádiz, España, en el año 1811, con el nombre de Logia Lautaro, en honor al toqui o caudillo mapuche Lautaro, que llamó a su pueblo a sublevarse contra los conquistadores españoles en la Gobernación de Chile en el siglo XVI. Este nombre se debió a los relatos que Bernardo O'Higgins transmitió al respecto a Miranda.
Más tarde, la masonería se establecería en el puerto de Valparaíso, donde un grupo de masones franceses logran establecer la logia simbólica «Etoile du Pacifique» el 7 de agosto de 1850 con carta constitutiva del Gran Oriente de Francia. Luego serían masones ingleses y norteamericanos quienes, con carta constitutiva de la Gran Logia de Massachusetts, fundan la logia «Bethesda». Dichas logias trabajaban en francés e inglés respectivamente.
Sería solo después de que un grupo de masones chilenos lograran entrar y obtener el grado de maestro en la logia Etoile du Pacifique —venciendo incluso la barrera idiomática—, cuando pudieron formar la primera logia puramente chilena: la logia «Unión fraternal» —con patente del Gran Oriente de Francia—. El crecimiento fue lento pero sólido, y a finales de 1862 ya existían logias masónicas en Valparaíso, Concepción y Copiapó.
A lo largo del siglo XIX destacados miembros de la sociedad chilena fueron masones, la mayoría de los cuales estaba ligado al pensamiento liberal laico. Así destaca la presencia de personajes como Isidoro Errázuriz, José Victorino Lastarria, Pedro Nolasco Videla, Guillermo Puelma, Agustín Edwards Ross, Diego Barros Arana, Guillermo Matta, Eduardo de la Barra, Jerónimo Urmeneta, Abraham König, Ángel Gallo Goyenechea y el Presidente Aníbal Pinto. También destacados militares como Diego Dublé Almeyda, Erasmo Escala, Estanislao del Campo, Juan José Latorre, Juan Williams Rebolledo y Antonio Quezada Urzúa. Algunos de ellos alcanzaron el rango de Venerable Gran Maestro, como fue el caso de José Francisco Vergara, Enrique Mac-Iver y Rafael Barazarte.

### La francmasonería y la Historia constitucional de Chile

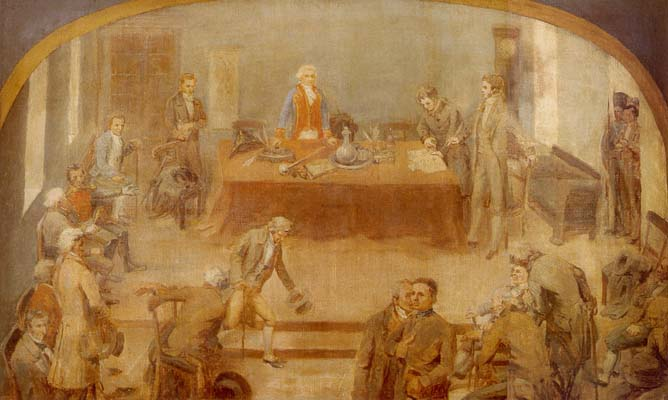
Obra sobre la Primera Junta Nacional de Gobierno, 18 de septiembre de 1810.

Entre 1811 y 1830 se suceden en Chile diversos intentos por reglamentar la convivencia nacional. Esta etapa ha sido considerada como un período de 
«ensayos constitucionales» o de «organización de la República». Con la Constitución de 1833 se organiza el Estado en armonía con las necesidades de la sociedad y se abre un período de estabilidad institucional importante que dura casi un siglo. En la Constitución de 1925 consagra un régimen presidencialista puro y otorga al Estado un rol importante en el desarrollo económico y social del país.
Posterior al establecimiento de la primera Junta de Gobierno de 1810, en el período conocido como Patria Vieja, surgen algunas normativas de carácter temporal, mientras se encuentra cautivo el Rey de España, Fernando VII. Al año siguiente, de haberse establecido la Primera Junta Nacional de Gobierno del 18 de septiembre de 1810, los Masones dictan el primer reglamento constitucional, denominado «Reglamento para el Arreglo de la Autoridad Provisoria de 1811». El Reglamento Constitucional Provisorio de 1814 que fuera promulgado por la Masonería a fines de la Patria Vieja, orientado principalmente a instaurar el título de Director Supremo con amplias facultades, en gran parte influenciado por la guerra de la independencia. Su cargo tenía una duración de 18 meses, al término de los cuales quedaba sujeto a juicio de residencia y en caso de enfermedad o ausencia sería reemplazado por el Intendente de Santiago. Con este reglamento, el Senado perdió su carácter representativo, transformándose en un organismo meramente consultivo. Se puede entender que, tras el establecimiento de la masonería en Chile, sus integrantes, pudieron evolucionar, desarrollando sus ideas y principios libremente, transformándose en una nueva voz, la de un organismo crítico pero a la vez constructor de nuevas bases, en donde los librepensadores tuviesen su espacio; desenvolviéndose como polo indiscutible de la secularización de las costumbres, del progreso social y científico del país. Su creación contribuyó a la gestación de grandes políticas nacionales en los más diversos ámbitos y, gracias a su influencia, los períodos históricos más conflictivos pudieron ser mitigados en alguna medida.

### Intervención política de José Miguel Carrera: dudas y confusiones.
Cuando José Miguel Carrera llega a Chile, el sector más independentista —liderado por Juan Martínez de Rozas, quien aparentemente era miembro de la misma logia masónica que Carrera: Los Caballeros Racionales de Cádiz— había organizado un golpe de Estado alegando irregularidades en la elección del primer congreso apoyado por sus hermanos: Juan José y Luis, quienes estaban al mando de las tropas en la capital. José Miguel persuadió a sus hermanos de que esperaran mientras intentaba convencer al sector más conservador de solucionar el problema pacíficamente.
Fracasada esa tentativa, José Miguel decidió que la única solución era ese golpe, el que tuvo lugar exitosamente el 4 de septiembre de 1811. Sin embargo, su intervención tuvo otras dos consecuencias: primero, debido al aplazamiento inicial del golpe hubo un conato de rivalidad entre la capital y Concepción y por ende, entre Rozas y Carrera. A consecuencia de esto, al día siguiente (5 de septiembre), pero sin coordinación con los sucesos de Santiago, los «exaltados» reemplazaron, en un cabildo abierto, a los diputados de esa provincia por otros independentistas. Segundo, Carrera demostró ser quien tenía control efectivo sobre las fuerzas armadas.

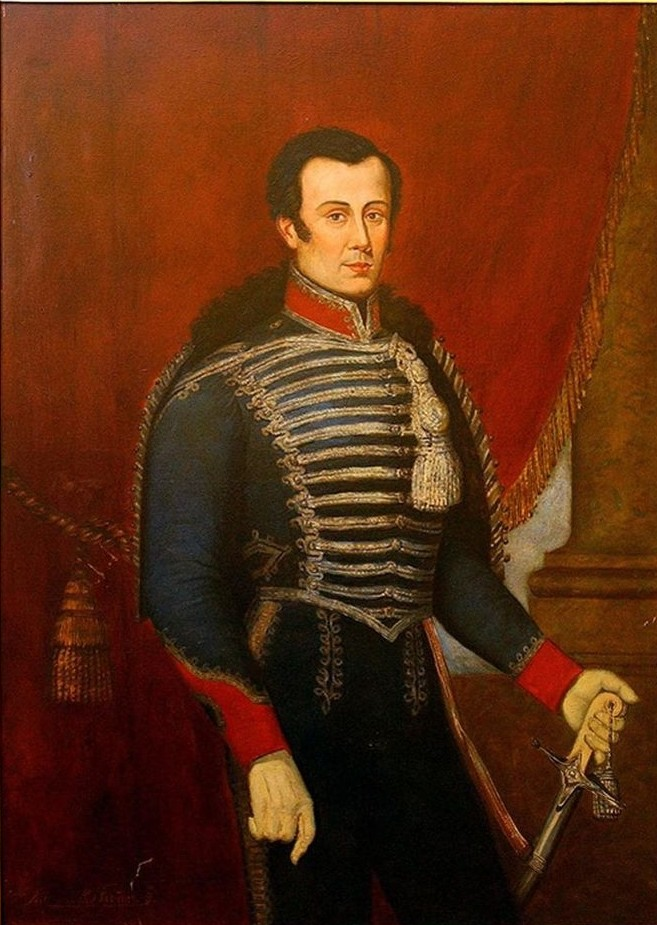
Retrato del general José Miguel Carrera, por Francisco Javier Mandiola Campos.

El resultado inmediato fue que el Congreso Nacional quedó en manos del sector independentista. Sin embargo, el 15 de noviembre del mismo año, Carrera dio un segundo golpe, que mantuvo formalmente el Congreso, pero estableció un triunvirato integrado por José Gaspar Marín (por Coquimbo) y Bernardo O'Higgins —como suplente de Rozas— por Concepción pero encabezado por Carrera (por Santiago), dando así comienzo a la controversia sobre sus motivaciones e intenciones.
Carrera mismo da tres motivos diferentes para ese segundo golpe. El 20 de noviembre hizo circular un panfleto anónimo que dice que ese Congreso sufría de la «nulidad más imaginable» por cuanto para su formación, «no se había consultado la voluntad libre del ciudadano y atropallado la representación general» . Sin embargo, en un «Manifiesto» circulado en las provincias y fechado el 4 de diciembre del mismo, argumenta que la convocación al Congreso mismo había sido inoportuna, por cuanto el país no estaba preparado para tener ese tipo de instituciones. Agrega además que la elección de diputados habría sido nula debido a que había estado sujeta a «la acción de cabalas y facciones». Termina asegurando que tal situación era inaceptable para el pueblo, el cual no había tenido otro recurso que recurrir «a la tropa y, no pudiendo esta ensordecer con indolencia una queja que lo tocaba tan de cerca, hizo suya la demanda». Finalmente, en su diario militar revela que el propósito era deponer lo que el consideraba la preponderancia de la familia Larraín: «Ya no podíamos conformarnos por más tiempo con la dominación de la casa. Los buenos chilenos ocurrían acusándonos de haber sido los que habíamos puesto al país en manos de aquella familia y que por consiguiente habíamos cooperado a la esclavitud de todo Chile, nada protegía aquella maldita familia para no sofocarla». Lo interesante de esa última opinión —la privada de Carrera— es que no menciona intereses políticos más allá que la destrucción de esa familia y su reemplazo por la de él.
Poco después, el 2 de diciembre de 1811, el congreso fue disuelto (lo que llevó a la renuncia de Marin y O'Higgins del triunvirato). Carrera nos da, en su diario militar, sus razones: «Los hombres que componían el Congreso, en su mayor parte ignorantes, asesinos y últimamente dirigidos por uno o dos perversos, fue el motivo que nos determino a su deposición». Él tenía ahora el poder total.
A consecuencia de lo anterior, la Junta de Concepción desconoció la autoridad del gobierno militar, demandando la restauración del gobierno representativo. Carrera —a través de O’Higgins— mando aseveraciones de buena voluntad y en una reunión —a fines de abril de 1812— aseguro a Rozas que de hecho, «desde la revolución de diciembre protesto el gobierno (de Carrera) que seria Representativo». Confiando en las palabras de Carrera, las tensiones se relajaron y las provincias del sur se dispusieron a recibir diputados a fin de resolver las dificultades. Carrera agrega en su diario «Para evitar los males con que nos amenazaban las juntas de Concepción y Valdivia, era preciso tomar medidas sagaces y activas; asegurada Concepción, nada costaba sugetar a Valdivia. En julio de 1812 fue mandado a Concepción don Juan Antonio Salcedo y Munoz, como diputado del gobierno (de Santiago) cerca de la junta de guerra, para tratar y cortar toda desavenencia; su principal objeto era destruirla se logro por el influjo de don Pedro Benavente revolucionar la tropa, destruir la junta de guerra, apresarla, remitirla a Santiago con muchos de los sospechosos y dejar el mando seguro en manos de Benavente.
A consecuencia de esas y otras maniobras, la guarnición de Valdivia se puso a las órdenes del virrey del Perú y en Concepción misma las autoridades y sectores políticos más conservadores vieron fortalecidas sus posiciones».

## Pugna con Francia y formación de laGran Logia de Chile

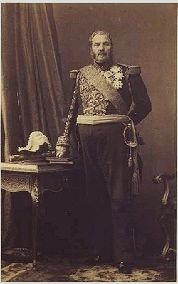
Mariscal Bernard Pierre Magnan (1781-1865).

La historia de la Francmasoneria chilena tomaría un nuevo desafío cuando el 11 de enero de 1862 el emperador francés Napoleón III impusiera a la Orden, como Gran Maestro del Gran Oriente de Francia al mariscal Bernard Pierre Magnan por decreto Imperial N.º 9862. Pierre Magnan nunca habría sido iniciado en la masonería, lo que generó un estado de anarquía en toda la Francmasonería francesa. Fue así como ante tan drástica demostración de violencia por parte de Napoleón III, las logias establecidas en Chile que había obtenido carta constitutiva del Gran Oriente francés, se organizaron y desconociendo la autoridad francesa, establecieron en Valparaíso la Gran Logia de Chile el 24 de mayo de 1862, ejerciendo como Gran Maestro Juan de Dios Arlegui, creando la Constitución Masónica y el Reglamento general. Fue reconocida primeramente por la Gran Logia de Massachusetts y así fue siendo reconocida progresivamente por otras potencias masónicas. Una década después, la Gran Logia —ya reconocida por la Gran Logia de Massachusetts (1862), la Gran Logia del Distrito de Columbia (1863) y la Gran Logia Central de Francia (1864)—, tenía diez talleres. En 1862 promulgaría su Constitución y en 1865, los Reglamentos respectivos. Inicialmente, la Gran Logia de Chile regía tanto la masonería simbólica como la filosófica. A finales del siglo XIX el masón Eduardo de la Barra, estableció mediante Cartas Patentes concedidas en Argentina, un Supremo Consejo del Grado 33.º, para administrar los grados filosóficos, mientras que la Gran Logia ejercía la jurisdicción en los talleres simbólicos.
Hacia 1912 se funden la Constitución y los Estatutos Generales para dar comienzo a la Constitución Masónica, que ha experimentado algunas reformas: 1921, 1930 y 1938. La sede de la Gran Logia de Chile estuvo en Valparaíso hasta 1906, cuando se produjo el terremoto de dicha ciudad porteña y se destruyó el local masónico. En octubre de ese mismo año, se trasladó a Santiago. Recompondrá sus cuadros dirigentes y, cerca de 1950, tendrá unas 90 logias trabajando en Chile.

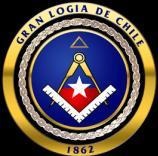
Emblema de la Gran Logia de Chile

Constituidas estas logias según las normas de sociabilidad de la masonería europea —juramento de iniciación, normas simbólicas, reglamentos de funcionamiento y declaraciones de principios—.
 Los masones chilenos eran miembros de las emergentes clases medias altas, de espíritu laico y emprendedor, que adscribían a los ideales políticos del liberalismo radical y el socialismo, encontrándose entre ellos ingenieros, médicos, abogados, profesores, medianos empresarios, comerciantes, altos funcionarios públicos, políticos y miembros de las Fuerzas Armadas.
En la actualidad la regularidad masónica para la Gran Logia de Chile está dada por la Gran Logia Unida de Inglaterra, obligándola a respetar y cumplir los Landmarks establecidos, principalmente en la creencia en Dios o, en algún tipo de ser superior, representado en la figura del Gran Arquitecto del Universo. Dicha expresión proviene del renacimiento europeo y fue utilizada por los alquimistas, astrónomos, filósofos y artistas, el Gran Arquitecto era una alegoría que designaba a Dios. También era conocida en el antiguo Oriente Próximo y se encuentra en una carta de Clemente de Roma a los corintios: «Que el artesano del universo», escribe, «mantenga en la tierra el número contado de sus elegidos. El nos llevó de las tinieblas a la Luz, de la ignorancia al Conocimiento». En un himno que data de comienzos del siglo V, la iglesia de Epifanio de Salamina es calificada de «paraíso del Gran Arquitecto».

## Francmasonería y la educación laica en Chile

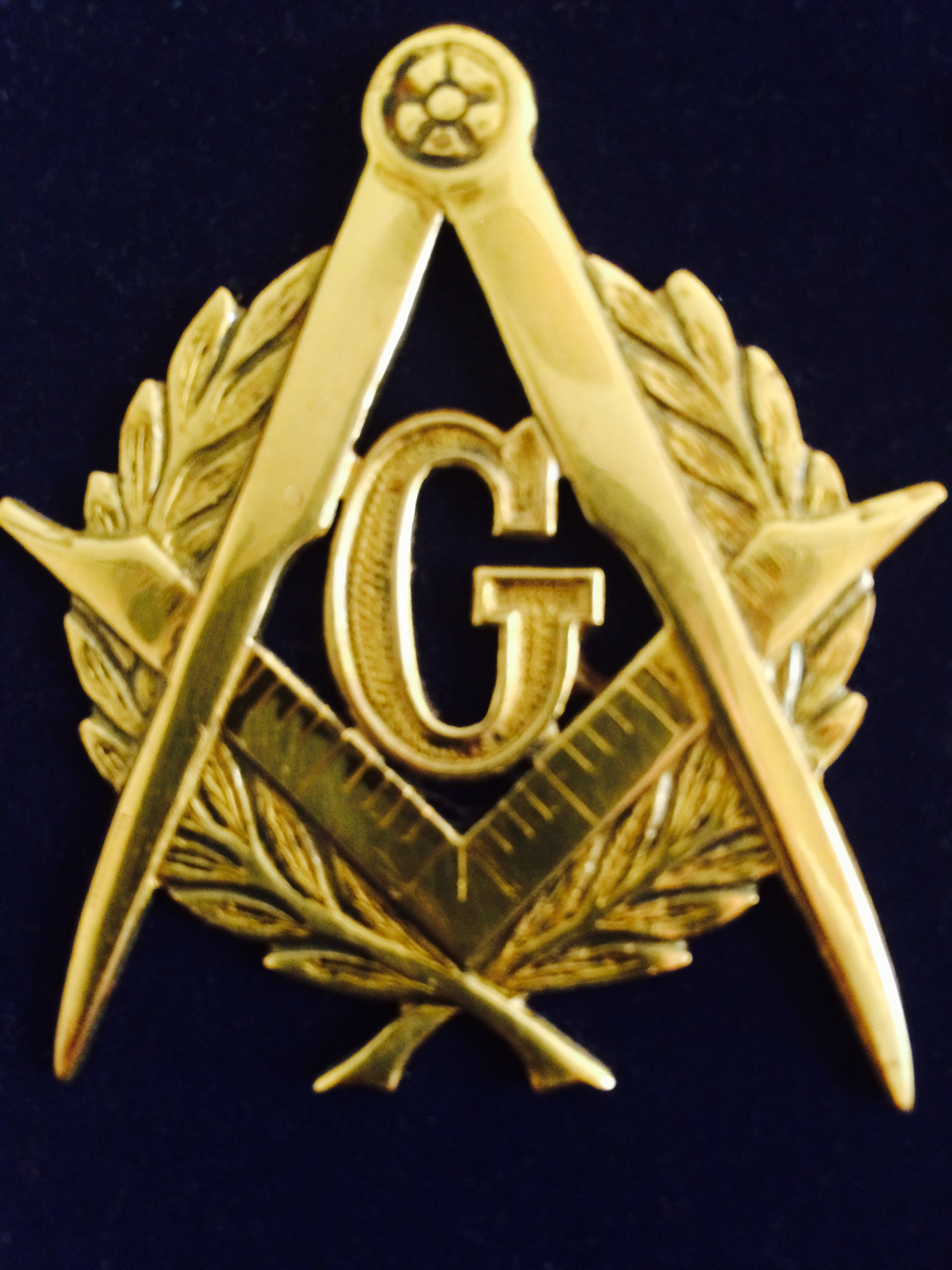
Simbolismo de la Escuadra y Compás utilizado por la Francmasonería en Europa y en América.

Los sectores liberales y las personas que pertenecían a la masonería comprendieron que para lograr un proyecto educativo hegemónico, con ideales laicos y libertarios en la sociedad y el estado, debería cumplir un rol importante entre la escuela y la sociedad civil. Entonces se tendría que llevar por medio de los planteles oficiales, políticas públicas, encauzamiento y vigilancia para inculcar estos principios, para la estabilidad social y consolidar el dominio político y social. Los sectores liberales y conservadores estaban en acuerdo en inculcar a la población civil control social por medio de la educación para construir identidad, tolerancia y cultura cívica nacional. Sin embargo, los liberales no lo iban a desarrollar por medio de la religión, sino por la secularización, el laicismo, la igualdad social y la preparación de cada ciudadano en la correcta vida democrática.
La masonería, dentro del período de estudio, se preocupó por crear, sostener y dirigir escuelas, de entregar a los sectores subalternos conocimientos necesarios para cambiar su realidad en la cual estaban inmersos. Un impulso significativo que permitió la gratuidad de la enseñanza primaria, la preocupación estatal, el ausentismo y analfabetismo escolar fue la «Ley Orgánica de Educación» de 1860. En 1862 —como se explicó anteriormente—, se fundó la logia el Progreso. Ésta se preocupó de la instrucción escolar y sus miembros colaboraron incentivados por medio de organizaciones literarias o clubes.
La «logia Aurora N.º6» de la ciudad porteña de Valparaíso en 1872 fundó la Escuela Blas Cuevas. En 1872 y, en 1873, se fundó una nueva Escuela Blas Cuevas N.º 2. En Santiago, la «Logia N.º 5 Justicia y Libertad» crea la Escuela Italia. Estas escuelas estuvieron inspiradas en una orientación laicista, disidente de la época, a propósito de la fuerte presencia católica que en la sociedad existía. La creación de la escuela diurna Franklin, orientada a la instrucción de niños y niñas, se fundó el 21 de julio de 1862. Su objetivo era socorrerse mutuamente.
Fue una de las escuelas más importantes de Santiago. En consecuencia, el ejercicio de sociabilidad se expresó en las logias masónicas, que se hizo llegar a través de masones que transmitieron un discurso valórico-cultural hacia los sectores subalternos fue por medio de: los clubes, las charlas educativas, las escuelas nocturnas, las leyes que se pueden entender como una bisagra cultural, pues los grupos liberales por intermedio de las instituciones civiles impulsaros espacios ciudadanos centrados en la secularización de las instituciones educativas, libertad de prensa e imprenta.
De modo que la promulgación de leyes cumplía con alejar la autoridad religiosa del mundo civil, pero permitiendo al Estado desarrollar un discurso controlador de conciencia e identidad nacional. Para establecer el laicismo, la secularización, principios humanistas para la formación de consciencia ciudadana, pero con una orientación disciplinada para los fines de control social liberales. Sin embargo, este principio civilizador fue importante para generar la transmisión de ideas libertarias y laicas, pero significó también para los sectores subalternos, la posibilidad de aspiraciones políticas y reivindicatorias —aunque no lo supieran en un principio—, que irán apropiándose posteriormente de discursos socialistas, anarquistas y buscarán representación social, con la Federación de estudiantes, sindicatos.

## Francmasonería chilena desde elsigloXX

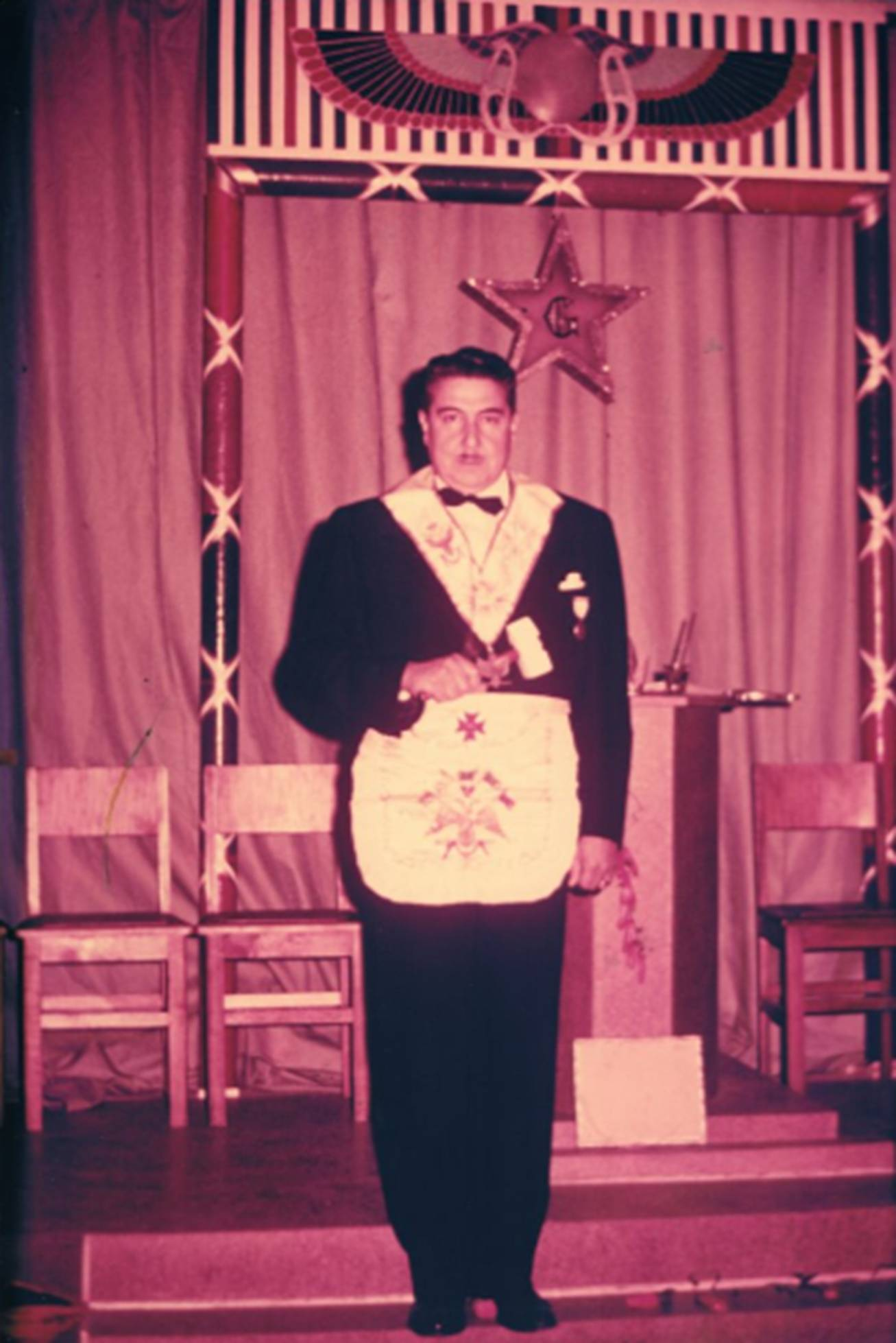
Antonio Quezada Urzúa, Primer Gran Maestro y fundador del Gran Oriente de Chile.

Si bien la masonería no tiene posición política contingente, tradicionalmente se ha asociado al «Progresismo», es decir, a doctrinas filosóficas, éticas y económicas que persiguen el «progreso integral del individuo» en un ambiente de libertad, igualdad y fraternidad.
Aunque el término tiene precedentes de la Revolución francesa, el progresismo contemporáneo nació de las luchas por los derechos civiles e individuales que dieron vida a movimientos sociales como el feminismo, el ecologismo, laicismo entre otros. El Progresismo plantea un «progreso indefinido» de la sociedad, la economía, la política y el Estado. En ese sentido es totalmente opuesto al conservadurismo. 
Los Progresistas propugnan que «deben ser las capacidades del individuo y no las condiciones al nacer las que determinen el límite de sus aspiraciones». Por lo tanto, el progresismo propone que el Estado debe generar las condiciones para que sea el esfuerzo humano la única variable que determine la desigualdad social.
A principios del siglo XX, otras obediencias de la francmasonería chilena empiezan a proliferar en el país. Siguiendo las nuevas miradas de los Masones más progresistas en Europa, quienes insertos en los círculos más conservadores de la misma, se proyectan en Chile nuevas ideas liberales, ganando terreno muy lentamente en los países sudamericanos; proceso de transformación, de contrastes entre la masonería liberal, defensora de la libertad de conciencia y de una masonería que requiere la creencia en Dios, y que, categóricamente, niega toda posibilidad de admisión de las mujeres.
Es así, como el 25 de febrero de 1929 durante la visita de Curuppumullage Jinarajadasa a Chile se consagra la primera Logia de la Obediencia Masónica "Le Droit Humain" denominada "IGUALDAD". Esta Obeciencia, establece sus ideas en Maria Deraismes, quien el 14 de enero de 1882, sería la primera mujer iniciada en la Francmasonería francesa,
y obviamente, con el controversial revuelo que este acto conllevaría. Los comienzos de esta rama de la masonería mixta en Chile o, «Co-masonería chilena», tienen su origen en la aspiración de la participación plena de la mujer en francmasonería. Fue un grupo de masones de la «Logia Hiram N.º 65» de la Gran Logia de Chile, quienes aportarían con esta controversial iniciativa en Chile.
En las siguientes décadas la Federación Chilena de "Le Droit Humain" prosiguió su desarrollo hasta el año 1954, donde un movimiento separatista liderado por los HH.·. Leonidas Durán en Santiago, y Daniel Fried en Valparaíso, decide constituir la "Gran logia Mixta de Chile", con carácter nacional, independizándose del Supremo Consejo del Grado 33 de la Orden Masónica Mixta Internacional "Le Droit Humain" con sede en Francia. Ambas organizaciones: "Le Droit Humain" y la  "Gran logia Mixta de Chile" continúan sus trabajos de paralelamente en Chile.
Otra obediencia de la francmasonería nacida en Chile en la década del 60, fue el Gran Oriente de Chile, fundada 7 de mayo de 1961 como resultado de la unión de tres logias chilenas provenientes de la Gran Logia de Chile. En enero de 1960, Carlos Francisco Blin Arriagada, amigo y discípulo del francés masón Robert Ambelain, —a quienes les unía la Orden Martinista—, 
le solicita lo ayudase con los decretos y patentes francesas necesarias para dar forma a este nuevo Oriente Chileno.
No pudiendo ocultar su sorpresa por tal petición, Ambelain le sugiere a Blin, se contacte en Santiago también con otro Martinista de nombre Antonio Quezada Urzúa  —quien por ese entonces estaba formando dos Logias en la Capital de Chile—. El 19 de enero de 1960, Blin logra reunirse con Quezada, y comienzan ambos a preparar lo que para ellos era un sueño. En junio de 1960, Ambelain, les otorga «Carta Patente Francesa» del Rito de Memphis y Mizraím, para todos los grados correspondientes a este Rito. Si bien el Gran Oriente de Chile comenzó sus trabajos siendo masculino, años más tarde, posibilitaría el ingreso a mujeres, convirtiéndose en un nuevo referente de la Francmasonería progresista en América.

### Organizaciones Masónicas en Chile

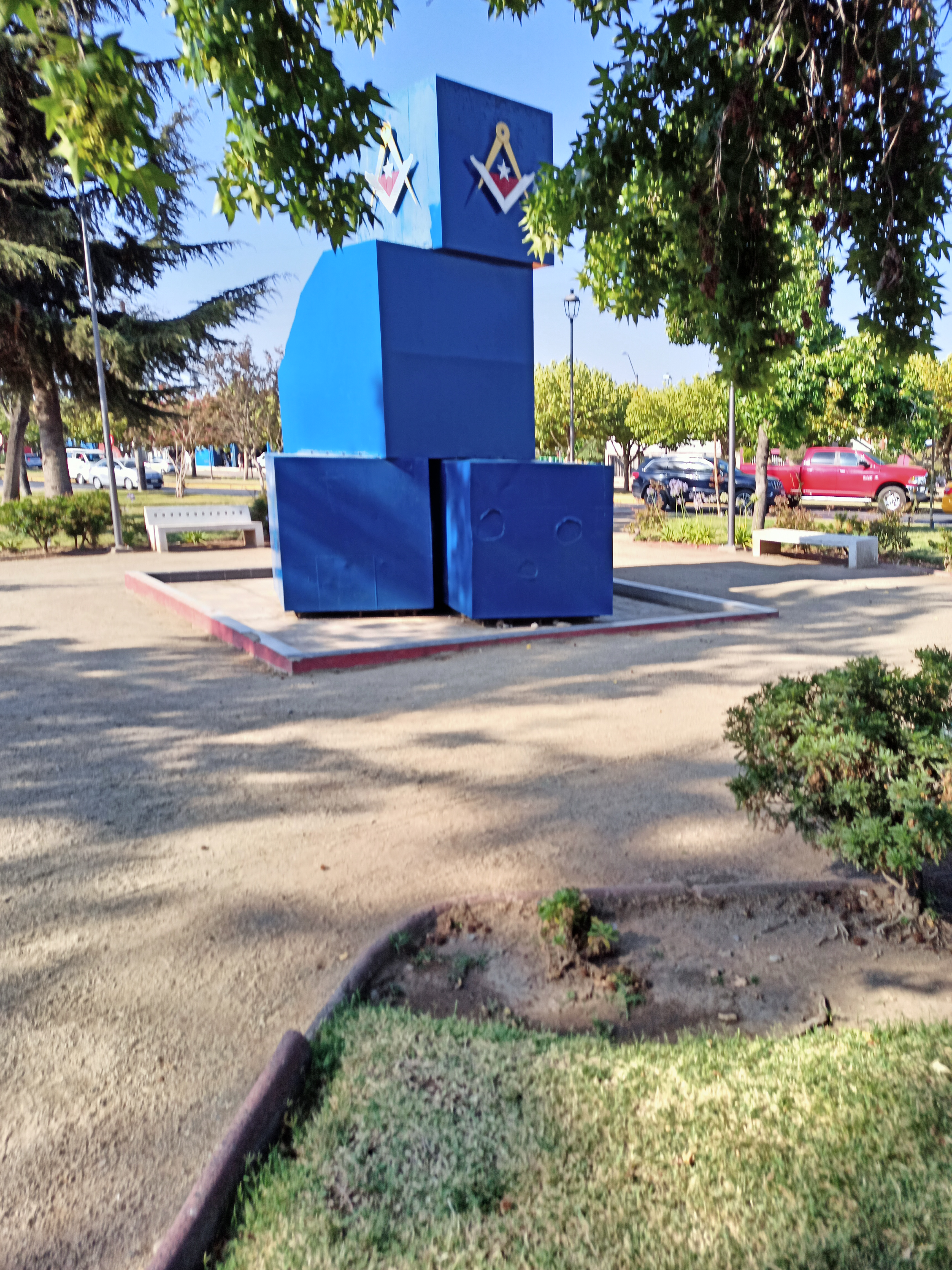
Monumento a la francmasonería en Rancagua.

En la actualidad, coexisten en el país múltiples organizaciones masónicas distintas de la Gran Logia de Chile, dada la práctica de distintos ritos masónicos y/o de su carácter masculino, femenino o mixto. Algunas de las organizaciones masónicas que desarrollan su trabajo en el país son la Orden Masónica Mixta Internacional Le Droit Humain, la Orden Masónica Mundial Mixta de Chile, la Gran Logia Autónoma de Chile, la Gran Logia Nacional de Chile, la Gran Logia Mixta de Chile, el Gran Oriente de Chile, la Gran Logia Femenina de Chile y el Gran Oriente Latinoamericano.
El día 16 de octubre de 2016 la Gran Logia Autónoma de Chile, la Gran Logia Mixta de Chile, el Gran Oriente de Chile, el Gran Oriente Latinoamericano, la Orden Mundial Mixta de Chile y la Gran Logia Femenina de Chile fundan la Federación Masónica de Chile con la finalidad de mejorar la fraternidad y la comunicación entre las distintas obediencias masónicas de Chile y promover una masonería universal.

### La regularidad masónica en Chile y el mundo

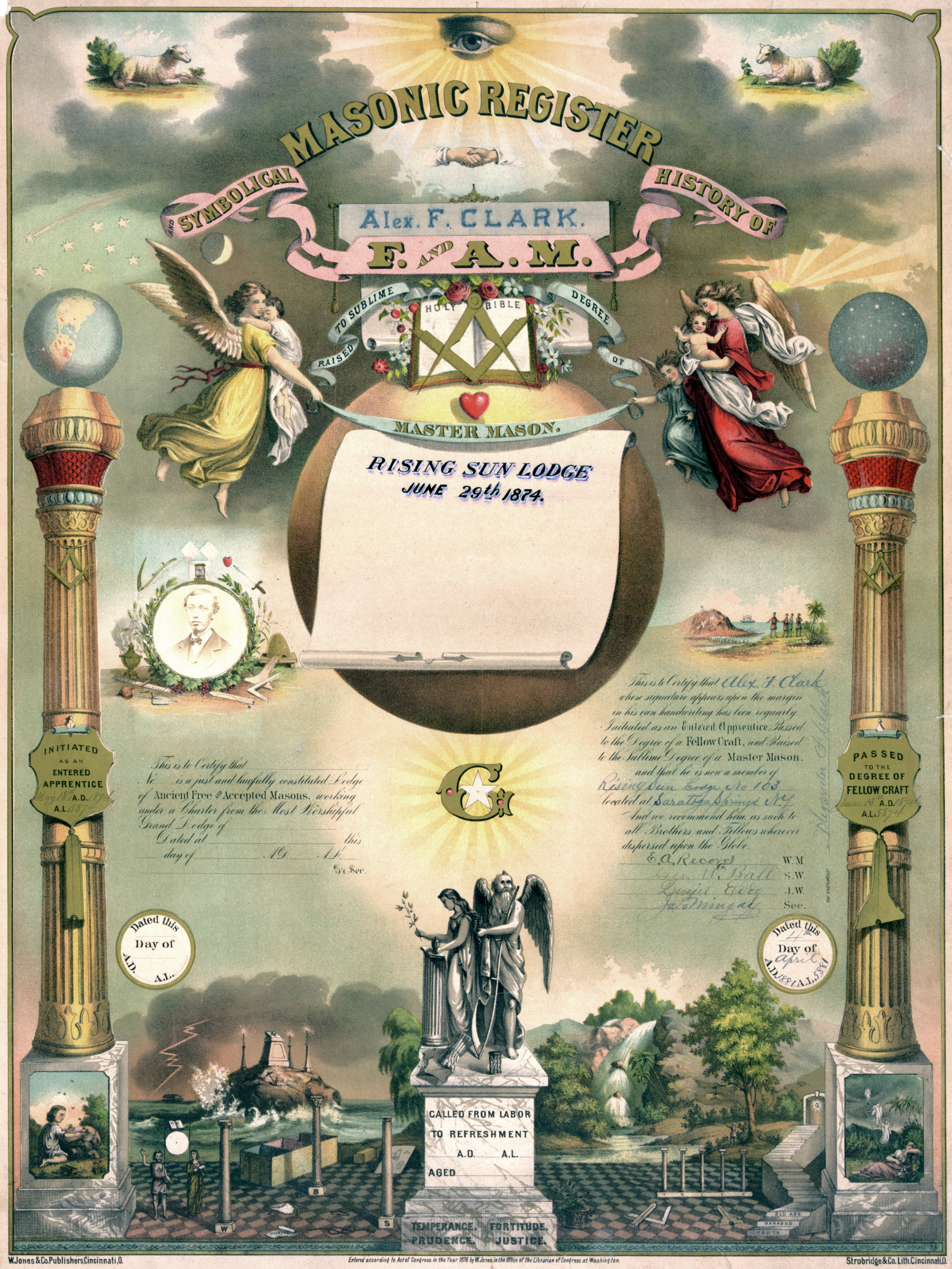
En el, certificados como éste se emitían con regularidad para que los masones pudiesen demostrar que habían tomado los tres grados de la masonería en una logia regular.

La «regularidad» es un concepto tan importante como debatido en el seno de la francmasonería. Tanto en Chile como en todo el mundo, las Obediencias masónicas establecen acuerdos de mutuo reconocimiento y relación entre ellas. En general, se habla de Masonería regular para referirse a la que se atiene a una serie de reglas tradicionales. Sin embargo, existe discrepancia sobre cuáles de estas normas son las realmente importantes y cuáles no, lo que da lugar a la división de la masonería mundial en dos corrientes principales, a las que se puede añadir un cierto número de logias y de pequeñas obediencias no adscritas a ninguna de las dos.
Según la corriente promovida por la Gran Logia Unida de Inglaterra, y la CMI «Confederación Masónica Interamericana» la regularidad masónica requeriría la obligatoriedad de la creencia en dios o en el Gran Arquitecto del Universo, la obligatoriedad de la creencia de la inmortalidad del alma y ser varón, en Chile la única obediencia regular según los criterios mencionados es la Gran Logia de Chile, además de las Logias que trabajan bajo el alero de otras potencias regulares pero en "correspondencia" con la Gran Logia de Chile. Según la corriente promovida por el Gran Oriente de Francia, y CLIPSAS, en francés: «Centre de liaison et d’information des puissances maçonniques signataires de l’appel de Strasbourg», la regularidad masónica de una logia estaría determinada por ser reconocida por al menos tres Potencias Masónicas, estar conformada al menos por siete maestros masones, trabajar con un ritual utilizando las herramientas de la construcción, reunirse en lugares cerrados, y trabajar en los grados de aprendiz, compañero y maestro. Es masón regular quien ha sido iniciado en una logia regular.
No hay ningún grado en la francmasonería que sea superior al grado de maestro.
Si bien algunas órdenes masónicas tienen otros grados con números, estos otros grados se consideran de perfeccionamiento al grado de maestro y no promociones del mismo.
Un ejemplo de ello es el Rito Escocés Antiguo y Aceptado, que confiere grados desde el número 4 hasta el número 33.
Para alcanzar estos grados adicionales, es necesario ser maestro masón. Su administración depende de un sistema paralelo al de las logias azules o de artesanos; dentro de cada organización hay un sistema de oficios, que confiere rangos únicamente dentro de ese grado o dentro de esa orden.
En algunas jurisdicciones, en particular las de Europa continental, se les solicita a los masones que elaboren artículos sobre temas filosóficos, y que los presenten en público en la logia. Hay una extensísima bibliografía de artículos, revistas y publicaciones masónicas, que incluyen abstracciones y lecciones espirituales o morales de calidad diversa, manuales prácticos acerca de la organización y el manejo de los ritos, y también artículos históricos y filosóficos que merecen un gran respeto académico.
La Francmasonería lleva más de 150 años en Chile, y sigue cultivando en sus adeptos, y simpatizantes, el legado Laico de los primeros Francmasones en América, influyendo en la República de Chile la Filantropía y las corrientes intelectuales del racionalismo y liberalismo Chileno.